# Dusičnan bromný
Dusičnan bromný je anorganická sloučenina s chemickým vzorcem BrNO3. Je to nestabilní žlutá kapalina, nad teplotou 0 °C se rozkládá.

## Příprava
Příprava dusičnanu bromného je možná reakcí dusičnanu stříbrného s alkoholovým roztokem bromu:
Br2 + AgNO3 → BrNO3 + AgBr
Reakcí chloridu bromného s dusičnanem chlorným za nízké teploty:
BrCl + ClNO3 → BrNO3 + Cl2

## Vlastnosti
Dusičnan bromný je nestabilní žlutá kapalina, která se rozkládá za teploty nad 0 °C. Struktura molekuly je BrONO2. Sloučenina je snadno rozpustná v trichlorfluormethanu a tetrachlormethanu.

## Využití
Dusičnan bromný hraje důležitou roli v chemii stratosféry.